# محمد بن علي السنوسي (شاعر سعودي)
محمد بن علي السنوسي، (1343 هـ-1407 هـ، 1924-1987) شاعر وأديب سعودي، يلقب بشاعر الجنوب، ولد عام 1343 هـ الموافق 1924 في منطقة جازان بجنوب المملكة العربية السعودية، درس في كتاتيب جازان ومدارسها الأهلية، ثم تابع علومه فدرس مبادئ النحو والصرف والبلاغة على يد والده القاضي والشاعر الشيخ علي بن محمد السنوسي.

## أعماله
تنقل بين عدد من الوظائف الإدارية، ومنها:
- مدير جمارك جازان.
- رئيس بلدية جازان.
- مدير شركة الكهرباء السعودية بجازان.[3]

## عضوياته
- عضو بمجلس الإدارة في إمارة جازان.
- عضو مؤسس لنادي جازان الأدبي.
- رئيس نادي جازان الأدبي من عام 1400هـ حتى وفاته.[3]

## مشاركته في المؤتمرات
شارك في العديد من المؤتمرات والندوات داخل المملكة العربية السعودية وخارجها، ومنها:
- مؤتمر الأدباء السعوديين الأول بمكة المكرمة عام 1394هـ، وقد كُرم فيه.
- مؤتمر إحياء سوق عكاظ بالرياض عام 1395هـ.
- مؤتمر اتحاد الأدباء العرب في بغداد عام 1400هـ.[3]

## تكريمه
- مُنح أنواطًا ذهبية من وزارة الثقافة العراقية.
- كُرم من جامعة الملك عبد العزيز.[3]

## نشاطه الأدبي
برع السنوسي في الشعر ، وقد ورث حبه عن والده، إلا أنه فاقه في القدرة على التشكيل الجمالي للألفاظ دون تكلف مع الإلمام بدقائق لغة الشعر، ويدلي بعض الباحثين بقلة المؤاخذات في شعر السنوسي، مما يدل على فصاحته، وحرصه على تطوير لغته.
وله قصائد مطولة تبرهن على اقتداره في الموسيقا الشعرية مع السيطرة على القوافي، على الرغم من أنه سجل موقفًا مضادًا، للشعر الحر؛ إذ إنه يرى ذلك ضعفًا وتقليدًا وخروجًا على قواعد الشعر العربي.
سجلت قصائده مجموعة من الأحداث السياسية التي عاصرها وعالجها بميل واضح للعروبة، فكثيرًا ما كان يستدعي التراث، ويوظف الرموز التاريخية. كما تغنى في قصائده بآلامه وآماله وآمال الأمة الإسلامية وآمالها، وأظهر شوقه إلى وطنه في قصائده، وكانت الطبيعة حاضرة في قصائده.
أصدر نادي أدبي جازان الأعمال الكاملة لسنوسي في عام 1403هـ/1983م. وقد ترجمت بعض قصائده إلى الإيطالية ونشر جزء منها في (مجلة الشعراء) بروما. أما قصائد السنوسي غير المنشورة، فقد تصدى لجمعها محمد بن سليمان القسومي، تحت كتاب مخطوط بعنوان:( المنسي من شعر محمد السنوسي).
ترك السنوسي مقالت وخواطر أدبية حوت بعض النقد والتعليقات في كتاب بعنوان: ( مع الشعراء) ومن أهم المقالات مقال بعنوان: (تجاربي في قرض الشعر)، ويستعرض السنوسي في هذه المقالة تجاربة الفنية وعلاقته بالشعر. وبعد وفاة السنوسي قام عبد العزيز الهويدي بجمع بعض مقالات السنوسي بعد وفاة، ونشرها في كتاب تحت عنوان: (أحاديث السنوسي) وذلك في عام 1411هـ/1991م ، ومن قصائده تلك التي قالها يُحيي بها الملك عبد العزيز، وقد ألقاها بين يدي أمير جازان بمناسبة عيد الفطر:
وتتسم أشعاره بالبساطة والتلقائية، وقد بدأت تتضح ميوله الشعرية منذ سنة 1359هـ، حيث ظهرت أشعاره تحمل عبق القديم المتمثل في أبي تمام والبحتري، والمتنبي، والمعاصرة المتمثلة في شوقي وحافظ وعزيز أباظة، إلى جانب أثر أبيه علي السنوسي، وما درسهُ على يد الشيخ علي بن أحمد عيسى، والشيخ عقيل بن أحمد من دروس، وتتمثل البساطة في قصيدته
ومن دلائل جزالة ألفاظ السنوسي في الفخر قوله يفخر بقادة المسلمين الأوائل:

| وكان منهم رجال يهزأون بمن يقوده المال أو ينصاع للنوب  |
| شم العرانين في أرواحهم قبس من السماء يمد الجسم باللهب |

### دواوينه ومؤلفاته
الدواوين:
- القلائد.
- الأغاريد.
- الأزاهير.
- الينابيع.
- نفحات الجنوب.

المؤلفات:
- شعراء الجنوب (كان السنوسي مؤلفاً مشاركاً، أي: ضمن مجموعة من المؤلفين).

## وفاته
توفي الشاعر محمد بن علي السنوسي في شهر صفر عام 1407 هـ الموفق 1987.

## وصلات خارجية
- الشاعر محمد الـسـنوسي .. من المسطـاح إلى روما